# وليم شوكلي
وليام برادفورد شوكلي (بالإنجليزية: William Bradford Shockley) (13 فبراير 1910 - 12 أغسطس 1989) فيزيائي أمريكي. قام مع زميليه (جون باردين ووالتر براتين في 5 يوليو 1956 باختراع الترانزيستور، فحازوا على جائزة نوبل في الفيزياء عام 1956. أسس في الستينيات مركز تقنية الترانزيستور «سيليكون فالي» أيضًا.

## بداية حياته
ولد شوكلي في لندن، إنجلترا لأبوين أمريكين، وتربى في بلدة عائلته بالو ألتو، كاليفورنيا. كان أبوه مهندس تعدين يجيد التحدث بثماني لغات. وكانت أمه –ماري- متخرجة من جامعة ستانفورد، وأصبحت أول امرأة تشتغل في مجال مساحة الأراضي في هيئة التعدين الأمريكية.
حصل على درجة البكالوريوس في العلوم من معهد كاليفورنيا للتكنولوجيا في عام 1932. وهو لا يزال طالبا. تزوج شوكلي من ايوان جان بايلي في أغسطس 1933. في مارس 1934 رزقا بطفلة، أليسون، كما رزقا بابن، ريتشارد (ديك). منح شوكلي درجة الدكتوراه من معهد ماساتشوستس للتكنولوجيا في عام 1936. وكان عنوان أطروحة الدكتوراه الحزم الإلكترونية في كلوريد الصوديوم، والذي اقترحه مستشار أطروحته، جون سي سلاتر. بعد حصوله على الدكتوراه، انضم إلى مجموعة بحوث برئاسة كلينتون ديفيسون في مختبرات بيل في ولاية نيو جيرسي. كانت السنوات القليلة التالية منتجة لشوكلي. فقد نشر شوكلي عددا من الأوراق الأساسية في فيزياء الحالة الصلبة. في عام 1938، حصل على أول براءة اختراع.
عندما اندلعت الحرب العالمية الثانية، انخرط شوكلي في مجال بحوث الرادار في المختبرات في ويباني، نيو جيرسي. في مايو 1942 ترك مختبرات بيل ليصبح مدير أبحاث مجموعة العمليات الحربية المضادة للغواصات في جامعة كولومبيا. تطلب هذا المشروع رحلات متكررة إلى وزارة الدفاع وواشنطن، حيث التقى شوكلي العديد من كبار الضباط والمسؤولين الحكوميين. في 1944 قام بتنظيم برنامج تدريب لطياري القاذفة - 29 لاستخدام تقنية جديدة في اكتشاف القنابل بالرادار. في أواخر عام 1944 حصل على جولة لمدة ثلاثة شهور إلى قواعد حربية في جميع أنحاء العالم لتقييم النتائج. بسبب هذا المشروع، منح أمين سر الحرب روبرت باترسون شوكلي وسام الاستحقاق في 17 أكتوبر 1946.
في يوليو 1945، طلبت وزارة الحرب من شوكلي إعداد تقرير بشأن الخسائر المحتملة من غزو البر الياباني. فكان ملخص رد شوكلي:
«إذا كانت الدراسات قد بينت أن سلوك الأمم في كل الحالات التاريخية بالمقارنة لحالة اليابان يكون متسق بثبات مع سلوك القوات في المعركة، فإن هذا يعني أن عدد القتلى اليابانيين في وقت الهزيمة سيتخطى عدد القتلى الألمان في نفس الظروف. بمعنى آخر فإننا سنضطر إلى قتل من 5 إلى 10 ملايين ياباني. وهذا سيكلفنا ما بين 1.7 و4 ملايين خسارة بشرية بما في ذلك حوالي من 400,000 إلى 800,000 قتيل.»
أثر هذا التنبؤ على قرار إسقاط القنبلتين الذريتين على هيروشيما ونجازاكي لإجبار اليابان على الاستسلام دون الحاجة إلى غزو بري.

## مختبرات بيل
في أكتوبر عام 1945، قام ويليام شوكلي بتكوين فريق فيزياء الحالة الصلبة من كلا من جون بارديين والكيميائي ستانلي مورجان مع والتر براتين وخبير الإلكترونيات هيلبرت مور. وكان باردين قد انتقل بعائلته إلى نيوجيرسي. باردين كان قد سبق له لقاء كلا من شوكلي في مدرسة ماساتشوستس وبراتين أثناء دراساته العليا في برنستون. ومن هنا نشأت علاقة صداقة قوية بين باردين وبراتين.
كانت مهمة الفريق إيجاد مكبر للتيار وللقدرة في الحالة الصلبة كبديل للصمامات المفرغة التي كانت تستخدم كمكبرات آنذاك وكانت تحتاج نحو 200 فولت تيار مستمر لبدء تشغيلها وكذلك كانت تحتاج لدوائر للتبريد. واستندت محاولاتهم الأولى على أفكار شوكلي حول استخدام مجال كهربي خارجي على أشباه الموصلات الكهربائية يؤثر على توصيلها للكهرباء. هذه التجارب فشلت في ظروف غامضة برغم استخدامهم العديد من المواد. كان الفريق في حالة جمود إلى أن اقترح باردين نظرية مفادها وجود مستويات للطاقة للإلكترونات عند سطح شبه الموصل تمنع المجال الكهربي الخارجي من اختراق شبه الموصل، فغير الفريق تركيزه إلى دراسة هذه المستويات السطحية للطاقة وكانوا يجتمعون بشكل شبه يومي لمناقشة ما وصلوا إليه. كانت العلاقات داخل الفريق ممتازة وكانوا يتبادلون الأفكار بحرية. بحلول شتاء عام 1946 كان الفريق قد وصل إلى ما يكفي من النتائج وقام باردين بتقديمها في ورقة علمية عن مستويات الطاقة السطحية. براتين بدأ في تجارب تهدف إلى دراسة هذه المستويات السطحية عن طريق تسليط ضوء ساطع على سطح شبه موصل. أدت هذه التجارب إلى عدة ورقات علمية منهم واحدة شارك فيها شوكلي والتي بين فيها أن كثافة سطح شبه الموصل كانت أكثر من كافية لإفشال تجارب الفريق. ثم ارتفعت وتيرة العمل بشكل ملحوظ عند اكتشاف الفريق همزة الوصل بين أشباه الموصلات والأسلاك الموصلة والإلكتروليتات، وفي النهاية وصل الفريق إلى نتائج على تكبير القدرة الكهربية.

## اختراع الترانزستور
في ربيع 1947، كلف شوكلي كلا من باردين وبراتين بمهمة وهي اكتشاف سبب عدم عمل المكبر الذي صنعه شوكلي. في قلب الترانزستور كان يوجد بلورة من السيليكون -استبدلت فيما بعد ببلورة من الجرمانيوم- لمعرفة ما كان يجري، كان لزاما على باردين تذكر البحث الذي قدمه عن ميكانيكا الكم عندما كان يكمل رسالته للدكتوراه في جامعة برنستون. كما استنتج باردين عددا من النظريات الجديدة بنفسه. اكتشف باردين، بعد ملاحظة تجارب براتين، إن كل العلماء السابقين افترضوا خطأ أن التيار الكهربي يسري بصورة متماثلة في كل أجزاء الجرمانيوم، في حين أن الإلكترونات تتصرف بصورة مغايرة عند السطح. ومن هنا استنتج باردين إنه إذا استطاع التحكم فيما يحدث عند السطح، فإنه من الممكن تشغيل المكبر.
في 23 ديسمبر عام 1947، تمكن باردين وبراتين-من دون شوكلي- من تخليق نقطة اتصال تعمل كترانزستور مما حقق التكبير في التيار والقدرة الكهربية. وبحلول الشهر التالي، بدأ محامي مختبرات بل لبراءات الاختراع العمل علي تقديم براءة اختراع الترانزستور.
وسرعان ما اكتشف محامو مختبرات بل أن مبدأ شوكلي لتأثير المجال قد سجل من قبل كبراءة اختراع عام 1930 من قبل جوليوس ليلنفيلد. وعلى الرغم من أن تلك البراءة يمكن التغاضي عنها نظرا لأن الاختراع الشبيه باختراع شوكلي لم يعمل بصورة صحيحة، إلا أن المحامين قدموا أربع براءات، واحدة عن تصميم نقط الاتصال (الترانزستور النقطي) لباردين وبراتين والثلاثة الآخرين قدموا في نفس الوقت عن الترانزستور ذو الأساس الإلكتروليتي ووضع اسم كل من باردين وجيبني وبراتين كمخترعين. لم يذكر اسم شوكلي على أي من الأربع براءات مما أغضبه لأن العمل كان أساسا عن فكرته عن تأثير المجال الكهربي. حتى أنه بذل جهدا لجعل البراءة باسمه فقط وأخبر كلا من باردين وبراتين بنواياه.
وفي ذات الوقت، واصل شوكلي سرا عمله لبناء نوع مختلف من الترانزستور على أساس الوصلات بدلا من نقاط الاتصال؛ وكان قد توقع أن يكون هذا التصميم أكثر قابلية للتطبيق التجاري. عمل شوكلي بشراسة على أعظم إبداعاته، الإلكترونات والفجوات في أشباه الموصلات، والتي نشرت أخيرا باعتبارها أطروحة من 558 صفحة في عام 1950. وفيها استنبط شوكلي الأفكار الأهم في الانجراف والانتشار والمعادلات التفاضلية التي تحكم سريان الإلكترونات في بلورات الحالة الصلبة. أيضا وضح شوكلي معادلته للدايود (الوصلة الثنائية). أصبح هذا العمل ركن الأساس لجيل كامل من العلماء الذين يعملون على تطوير وتحسين متغيرات جديدة من الترانزستور والأجهزة الأخرى التي تعتمد على أشباه الموصلات.
كان شوكلي غير راضي عن أجزاء معينة في شرح كيفية عمل الترانزستور النقطي وقدم تصورا عن إمكانية حقن النوع الموجب من البلورة بإلكترونات والنوع السالب بفجوات، ما يسمى بحقن الأقليات الحاملة. قاد ذلك شوكلي لأفكار عن ما أسماه «الترانزستور الساندوتش». أدى هذا إلى اختراع الترانزستور الوصلة، والذي أعلن عنه في مؤتمر صحفي في الرابع من يوليو عام 1951. وحصل شوكلي على براءة الاختراع في 25 سبتمبر عام 1951. وسرعان ما طغى هذا الاختراع على الترانزستور النقطي وأصبح المهيمن بأغلبية ساحقة في السوق لسنوات عديدة. واصل شوكلي قيادة فريقه للمزيد من الإبداع في مختبرات بل في مجال الترانزستور لسنتين أخريين.
أخذ شوكلي نصيب الأسد في الفضل في اختراع الترانزستور بين العامة من الناس، مما أدى إلى تدهور العلاقة بينه وبين باردين. ومع ذلك أصرت إدارة مختبرات بل على تقديم المخترعين الثلاثة كفريق واحد. في النهاية غضب شوكلي ونفر من باردين وبراتين ومنعهما من العمل الترانزستور الوصلة. بدأ باردين ملاحقة نظرية في مجال الموصلات الفائقة وترك مختبرات بل في عام 1951. رفض براتين العمل مع شوكلي مرة أخرى وحول لفريق آخر. لم يعمل كلا من باردين وبراتين على تطوير الترانزستور في الفترة ما بعد اختراعه بسنة. وكان الترانستور (الناقل المقاوم أو المقحل) أصغر من الصمامات المفرغة بنسبة 1/50. وقد حل محلها في التلفاز والمذياع وسمح للأجهزة الكهربية أن تصبح أقل حجما وأكثر كفاءة وأقل بعثا للحرارة.

## شوكلي لأشباه الموصلات
في النهاية تم منحه فرصة لإدارة شركته الخاصة كقسم من شركة ناجحة لتكنولوجيا الإلكترونيات يمتلكها أحد أصدقاءه من معهد كاليفورنيا. في عام 1955، انضم شوكلي إلى بيكمان للآلات، حيث تم تعيينه مديرا لقسم مختبر أشباه موصلات شوكلي المؤسس في 391 شارع سان انطونيو، ماونتن فيو، كاليفورنيا. مع مكانته ورأس مال بيكمان، حاول شوكلي جذب بعض زملائه السابقين من مختبرات بيل إلى مختبره الجديد، ولكنه لم يكلل بالنجاح. بدلا من ذلك، بدأ شوكلي يجوب الجامعات بحثا عن ألمع الخريجين لبناء شركة من الصفر، شركة من شأنه أن يستطيع إدارتها «بطريقته».
«طريقته» يمكن وصفها بصورة عامة بالتسلط وتزايد جنون العظمة والشك، فقد كان شوكلي يشكك في قدرات كل من حوله مما أدى إلى تصاعد العداء والكراهية بين أفراد طاقم البحث. وقد كانت مطالبه بإنشاء جهاز جديد وصعب من الناحية التقنية سببا في تقدم المشروع ببطء شديد، وكانت نتيجة ذلك المشروع جهاز دايود شوكلي أو ما يسمى الآن بالثايرستور.

الرمز المتعارف عليه للثايرستور

في أواخر عام 1957، قرر ثمانية باحثين من أعضاء فريق شوكلي الاستقالة من مناصبهم بعدما قرر شوكلي عدم مواصلة البحث في مجال أشباه الموصلات القائمة على السيليكون. وأطلقوا على أنفسهم لقب «الثمانية الخائنين». ثم التقوا مع شيرمان فيرتشايلد وقرروا إنشاء شركة فيرتشايلد لأشباه الموصلات. كان من ضمن «الثمانية الخائنين» كلا من روبرت نويس، وغوردون مور (صاحب قانون مور الشهير) والذي انفصل لاحقا عن شركة فيرتشايلد وأسس شركة إنتل الشهيرة والتي تعد أكبر الشركات في مجال الإلكترونيات في وقتنا الحالي. ثم شركات أخرى من نسل فيرتشايلد لأشباه الموصلات مثلناشونال لأشباه الموصلات وإي إم دي.
وهكذا، على مدى 20 عاما فقط، ثمانية فقط من عمال شوكلي السابقين قاموا بعمل 65 مشاريع جديدة لها نفس الهدف. شكلت شوكلي لأشباه الموصلات وهذه الشركات النواة لما أصبح وادي السيليكون، الذي أحدث ثورة في عالم الإلكترونيات، ومن ثم، العالم نفسه.
بينما كان شوكلي يعمل على جهازه «دايود شوكلي أو الثايرستور»، قدم كل من فيرتشايلد لأشباه الموصلات وتكساس إنسترومنتس أول دوائر إلكترونية متكاملة (IC).
مما دفع بشوكلي إلى العمل في هذا المجال مضطرا. استطاع شوكلي جعل جهازه الأصلي يعمل-«دايود شوكلي أو الثايرستور»- لكنه لم ينجح في جعله ناجحا تجاريا.
في عام 1961، استطاع شوكلي بمساعدة هانز كويسيه إثبات الكفاءة النظرية القصوى للخلية الشمسية البسيطة، ما عرف لاحقا باسم حد شوكلي-كويسيه. وقد بيعت شركة شوكلي لأشباه الموصلات عام 1960 وأصبح جزءا من ITT في عام 1968.

## السنوات اللاحقة
انفصل شوكلي عن زوجته جان في ربيع 1954 وطلقها في ذلك الصيف بعد وقت قصير من تشكيل شركة شوكلي لأشباه الموصلات. في 23 نوفمبر 1955، تزوج شوكلي من ايمي لانينج، مدرسة تمريض الطب النفسي من شمال ولاية نيويورك، وكان زواجهما سعيدا واستمر حتى وفاته عام 1989.
في يوليو 1961، تعرض شوكلي وزوجته وابنه ديك لحادث سيارة خطير. وقد تطلب شفاء شوكلي من تلك الحادثة عدة أشهر.
عندما خفت أعباء شوكلي في إدارته لشركته لأشباه الموصلات، التحق بجامعة ستانفورد حيث شارك مع الكسندر بويانتوف كاستاذا للهندسة والعلوم التطبيقية.
وقد منحت براءة اختراع شوكلي الأخيرة في عام 1968، لجهاز في أشباه الموصلات معقد نوعا ما.

## وفاته
توفي في عام 1989 من سرطان البروستاتا. في وقت وفاته كان تقريبا بعيدا عن معظم أصدقائه وعائلته، ما عدا زوجته. ويقال أن أبنائه قد عرفوا بخبر من وفاته من وسائل الإعلام المطبوعة. قامت مجموعة من حوالي 30 من الزملاء، الذين قابلوا شوكلي منذ عام 1956، بالاجتماع في جامعة ستانفورد في عام 2002 ليتذكروا وقتهم مع شوكلي ودوره المركزي في إشعال ثورة تكنولوجيا المعلومات، حيث قال منظم الحدث «شوكلي هو الرجل الذي جلب السيليكون إلى وادي السيليكون».

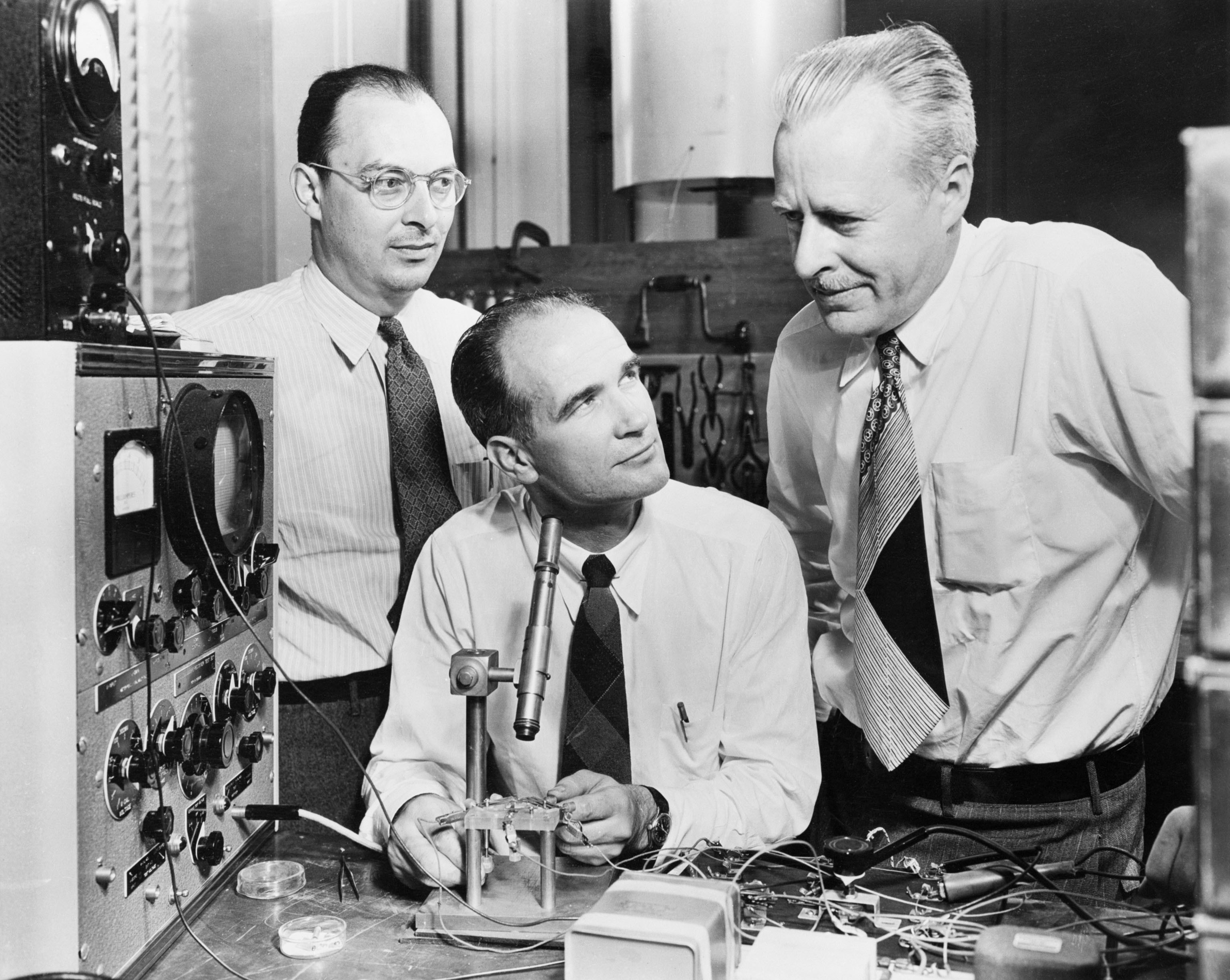
جون باردين وويليام شوكلي ووالتر براتين في مختبرات بيل، 1948

وقد زعم برنامج تلفزيوني أن شوكلي قد حاول الانتحار عن طريق لعب لعبة الروليت الروسية منفردا.